# Eboda bryochlora
Eboda bryochlora är en fjärilsart som beskrevs av Diakonoff 1960. Eboda bryochlora ingår i släktet Eboda och familjen vecklare. Inga underarter finns listade i Catalogue of Life.